# Computer Entertainment Rating Organization
Computer Entertainment Rating Organization (Tokutei Hieiri Katsudō Hōjin Konpyūta Entāteinmento Rētingu Kikō) (CERO) ime je za japansku neprofitnu organizaciju koja se bavi svrstavanjem softvera i podobnost za starosne dobi. Organizacija je osnovana u srpnju 2002. godine kao grana organizacije Computer Entertainment Supplier's Association, a službeno priznata neprofitna organizacija u Japanu 2003. godine.

## Klasifikacije
- A (za sve uzraste)
- B (dob 12 i više)
- C (dob 15 i više)
- D (dob 17 i više)
- Z (dob 18 i više )

## Vanjske poveznice
- Computer Entertainment Rating Organization wiki
- Službena japanska CERO Webstranica